# Свідчення відсутності
Свідчення відсутності — це будь-які свідчення, які свідчать про те, що чогось не вистачає або не існує. Те, що вважається доказом відсутності, було предметом суперечок між вченими та філософами. Це часто відрізняють від відсутності свідчень.

## Огляд

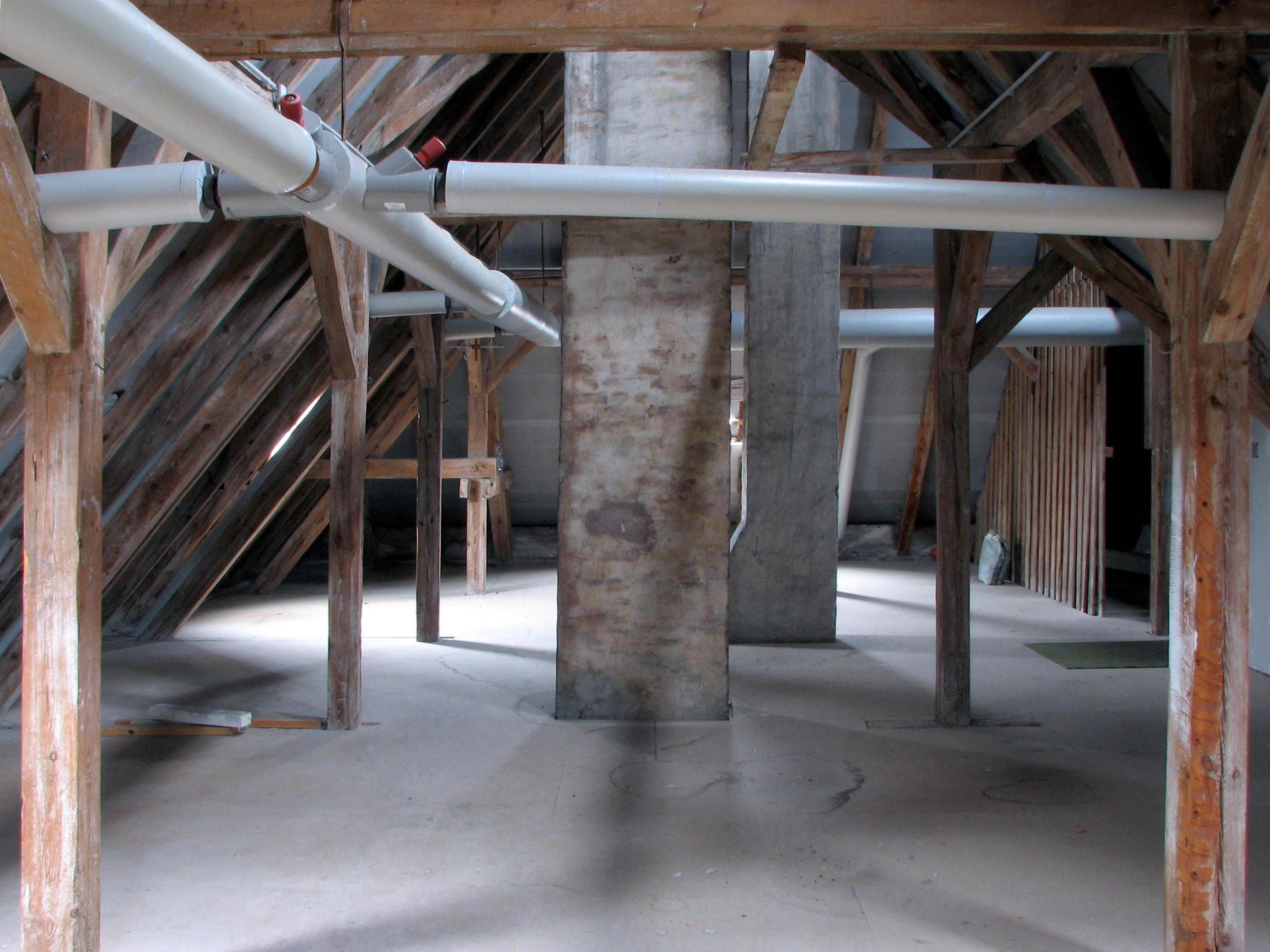
доведення вичерпанням горища на наявність шкідників може надати докази відсутності, але будь-які ознаки мишей завжди будуть достатніми для протилежного.

Свідчення відсутності та відсутність свідчень — схожі, але різні поняття. Це розрізнення відображено в афоризмі «Відсутність свідчень не є свідченням відсутності». Цей антиметабол часто приписують Мартіну Різу або Карлу Сагану, але версія з'явилася ще в 1888 році в праці Вільяма Райта. За словами Сагана, цей вираз є критикою «нетерпіння до двозначності», яке демонструється зверненнями до невігластва. Незважаючи на те, що може матися на увазі в цьому виразі, відсутність свідчень може бути інформативною. Наприклад, під час тестування нового препарату, якщо не спостерігається шкідливих ефектів, це означає, що препарат безпечний. Це пояснюється тим, що, якби препарат був шкідливим, слід очікувати, що свідчення цього факту з’являться під час тестування. Очікування свідчень робить їх відсутність істотною.
Як показує попередній приклад, різниця між свідченнями того, що щось відсутнє (наприклад, спостереження, яке свідчить про те, що сьогодні тут не було драконів), і простою відсутністю свідчень (наприклад, не було проведено ретельних досліджень) може мати відтінки. Дійсно, вчені часто сперечаються про те, чи слід вважати результат експерименту свідченням відсутності чи він залишається відсутністю свідчень. Дискусія стосується того, чи виявив би експеримент цікаве явище, якби воно було там.
Аргумент через незнання щодо «відсутності свідчень» не обов’язково є помилковим, наприклад, що потенційно рятівний новий препарат не становить довгострокового ризику для здоров’я, якщо не буде доведено протилежне. З іншого боку, якби такий аргумент необачно покладався на відсутність досліджень для сприяння його висновку, це вважалося б неформальною помилкою, тоді як перше може бути переконливим способом перекласти тягар доведення під час суперечки чи дискусії.

## Наука
У ретельно розроблених наукових експериментах нульові результати можна інтерпретувати як свідчення відсутності. Те, чи прийме наукове співтовариство нульовий результат як свідчення відсутності, залежить від багатьох факторів, включаючи здатність виявлення застосованих методів, достовірність висновку, а також підтверджувальне упередження всередині спільноти. Наприклад, у дослідженнях амнезії відсутність поведінки, що вказує на пам'ять, іноді інтерпретується як відсутність сліду пам'яті; однак деякі дослідники вважають цю інтерпретацію помилковою, оскільки погіршення пам’яті може бути тимчасовим через дефіцит пригадування. Альтернативно, слід пам’яті повинен бути прихованим і демонструватися через його непрямий вплив на нове навчання. Майкл Девіс, дослідник з Університету Еморі, стверджує, що повне стирання можна з упевненістю зробити, лише якщо всі біологічні події, які відбулися під час формування пам’яті, повернуться до свого початкового стану. Девіс стверджує, що оскільки проведення цих вимірювань у складному організмі неправдоподібне, концепція повного стирання пам’яті (те, що він вважає «сильною формою забування») не є корисною з наукової точки зору.

## Право
У багатьох правових системах  через презумпцію невинуватості та переконання, що гірше засудити невинну людину, ніж відпустити винного на волю, відсутність свідчень провини підсудного є достатньою для виправдання.
З іншого боку, відсутність свідчень на користь підсудного (наприклад, алібі) може зробити його провину більш правдоподібною. Суд присяжних можна переконати засудити через «прогалини у свідченнях» або брак свідчень, які вони очікують почути.

## Доведення заперечення
Негативне твердження — це розмовне слово для твердження, яке стверджує неіснування або виключення чогось. Доведення негативних тверджень поширені в математиці. Такі твердження включають теорему Евкліда про те, що не існує найбільшого простого числа, і теорему Ерроу. В ході дебатів може бути кілька заяв, проте той, хто висуває заяву, зазвичай несе тягар доведення, незалежно від позитивного чи негативного змісту претензії.
Негативне твердження може існувати або не існувати як контрапункт попереднього твердження. Аргумент «доказ неможливості» або «доказ відсутності» є типовими методами виконання тягаря доведення для негативної заяви.
Філософ Стівен Хейлз стверджує, що зазвичай можна логічно бути настільки ж впевненим у запереченні, як і в  твердженні. Хейлз каже, що якщо стандарти впевненості змушують їх говорити, що «ніколи не існує «доказів» неіснування», то вони також повинні сказати, що «ніколи не існує «доказів» існування». Хейлз стверджує, що існує багато випадків, коли ми можемо довести, що чогось не існує, з такою ж упевненістю, як довести, що щось дійсно існує.:109–112 Подібної позиції дотримується філософ Стівен Лоу, який підкреслює, що замість того, щоб зосереджуватися на існуванні «доказу», краще було б поставити питання про те, чи є якісь розумні сумніви щодо існування чи неіснування.